# Albrecht von Roon
Albrecht Theodor Emil Graf von Roon (30 tháng 4 năm 1803 – 23 tháng 2 năm 1879) là một chính khách và quân nhân Phổ,, đã trở thành Thống chế của quân đội Phổ. Với tư cách là Bộ trưởng Bộ Chiến tranh Phổ từ năm 1859 cho đến năm 1873, Roon, cùng với Thủ tướng Otto von Bismarck và Tổng tham mưu trưởng Helmuth von Moltke Lớn, là một nhân vật chủ chốt trong nền quân sự-chính trị nước Phổ vào thập kỷ 1860 – một giai đoạn quan trọng trong lịch sử Phổ, khi mà hàng loạt cuộc chiến tranh thắng lợi với Đan Mạch, Áo và Pháp đã dẫn đến sự thống nhất nước Đức dưới sự lãnh đạo của Phổ.
Sau cuộc tổng động viên tồi tệ của quân đội Phổ vào năm 1859, Roon được Nhiếp chính vương Wilhelm (sau là Đức hoàng Wilhelm I) chỉ định làm lãnh đạo một hội đồng xem xét việc cải tổ các lực lượng vũ trang Phổ. Chẳng bấy lâu sau đó, ông được nhậm chức Bộ trưởng Chiến tranh thay thế Eduard von Bonin – một người có khuynh hướng tự do hơn ông – vào cuối tháng 12. Được mệnh danh là một "người bảo thủ sáng suốt", ông nhận thấy vai trò trung tâm của lực lượng quân đội Phổ và những giá trị của nó trong việc khơi dậy tinh thần dân tộc của người Phổ, và đã tiến hành hàng loạt cải cách. Công cuộc canh tân của ông được đề ra trong bối cảnh quân đội Phổ đã trải qua một quá trình suy yếu kể từ khi những cuộc chiến tranh của Napoléon chấm dứt và các đội quân của công dân Landwehr, không còn đáng tin cậy nữa. Trong đó, ông hợp nhất lực lượng Vệ binh Quốc gia (Landwehr) với quân đội chính quy của Phổ, đồng thời gia tăng thời hạn nghĩa vụ quân sự của mỗi công dân. Các cải cách của ông đã vấp phải sự phản kháng ác liệt của phe tự do chủ nghĩa trong Quốc hội Phổ, song Roon với sự hỗ trợ của Bismarck và Moltke cuối cùng dã dập tắt được sự phản đối này bằng những thắng lợi quân sự vang dội của họ.
Việc thống nhất Vệ binh Quốc gia với quân chính quy cũng khiến cho quân đội Phổ trở thành lực lượng quân đội đầu tiên trên thế giới có thể tổng động viên nhanh chóng các lực lượng trừ bị được huấn luyện bài bản, có kỷ luật và khả năng chiến đấu cao, và họ đã thực hiện điều này với thành công lớn trong Chiến tranh Áo-Phổ năm 1866 và Chiến tranh Pháp-Phổ năm 1870. Các thành tựu về mặt hành chính của Roon đã bổ trợ cho các thành quả về chiến dịch và tham mưu của Moltke Lớn. Với thắng lợi quân sự của Phổ trong chiến tranh thống nhất nước Đức, ông trở thành một anh hùng dân tộc. Từ ngày 1 tháng 1 cho đến ngày 9 tháng 11 năm 1873, ông cũng là Thủ tướng Chính phủ Phổ.

## Học vấn
Roon sinh ra tại Pleushagen, gần Kolberg (Kołobrzeg), tại Pommern. Gia đình ông có nguồn gốc từ vùng Flanders, và đã định cư tại Pommern. Cha của ông, một sĩ quan quân đội Phổ, đã qua đời trong cảnh nghèo khó vào thời kỳ mà nước Phổ bị người Pháp chiếm đóng (xem bài những cuộc chiến tranh của Napoléon), và Roon đã được bà ngoại của ông nuôi dưỡng trên một đất nước đã bị tàn phá bởi cuộc Chiến tranh Giải phóng Đức.
Roon tham gia trong đội thiếu sinh quân tại Culm (Chełmno) vào năm 1816, và từ đây ông nhập học trường quân sự tại Berlin năm 1818. Đến tháng 1 năm 1821, ông được giao một nhiệm vụ trong Trung đoàn số 14 (tức Trung đoàn Pommern số 3) đóng quân tại Stargard ở Pommern. Kể từ năm 1824, ông khởi đầu một khóa học ở cấp độ cao hơn tại Trường Quân sự Berlin (sau này là Viện Hàn lâm Quân sự Phổ), và tại đây ông đã mở rộng kiến thức của mình. Vào năm 1826, ông được thuyên chuyển đến Trung đoàn số 15 tại Minden.

## Các tác phẩm
Cũng trong năm 1826, ông được bổ nhiệm làm giảng viên trường thiếu sinh quân tại kinh thành Berlin, nơi ông đặc biệt chú trọng đến bộ môn địa lý quân sự. Ông là một học trò của nhà vật lý nổi tiếng Carl Ritter dạy ở trường Quân sự Berlin. Roon nhanh chóng trở nên nổi tiếng như một bậc thầy về địa lý và khoa học quân sự. Năm 1832, Roon xuất bản tác phẩm được nhiều người biết đến Các nguyên lý của Địa lý Tự nhiên, Quốc gia và Chính trị, dài 3 tập (Grundlage der Erd-, Völker- und Staaten-Kunde), với 4 vạn ấn bản đã được bán chỉ trong vòng vài năm. Tiếp theo sau công trình này, năm 1834 ông viết Các yếu tố của Địa lý (Anfangsgrunde der Erdkunde), năm 1837 ông viết Địa lý Quân sự châu Âu (Militärische Landerbeschreibung von Europa), và năm 1839 ông viết cuốn Bán đảo Tây-Bồ (Die Iberische Halbinsel). Tác phẩm Bán đảo Tây-Bồ của ông chủ yếu đề cập đến các cuộc nội chiến tại Tây Ban Nha.

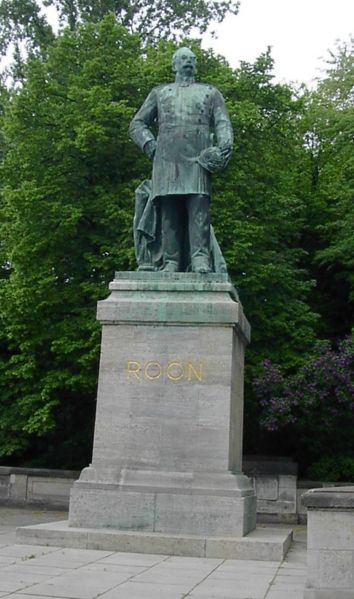
Tượng Albrecht Graf von Roon tại Tiergarten, Berlin

## Sự nghiệp quân sự ban đầu
Bên cạnh các tác phẩm của mình, Roon vẫn theo đuổi mạnh mẽ sự nghiệp chuyên môn của ông. Vào năm 1832, ông tái nhập trung đoàn của mình, và sau đó tham gia trong quân đoàn quan sát viên dưới quyền tướng tướng von Müffling ở Krefeld, và trong thời gian này ông lần đầu tiên phát hiện ra tình trạng yếu kém của lực lượng quân đội Phổ. Quân đoàn của ông đã tận mắt chứng kiến cuộc vây hãm Antwerp của quân đội Pháp tại Bỉ từ tháng 11 cho đến tháng 12 năm 1832. Vào năm 1833, ông được bổ nhiệm vào Cục Khảo sát tại Berlin, vào năm 1835 ông gia nhập Bộ Tổng tham mưu Phổ, sau đó đến năm 1836 ông được phong hàm Đại úy và trở thành một giảng viên đồng thời là thẩm tra viên tại học viện quân sự ở Berlin. Vào năm 1842, sau khai trải qua một căn bệnh kéo dài hai năm do làm việc quá sức, ông được phong làm Thiếu tá và phục vụ ban tham mưu của Quân đoàn VII. Khi làm việc trong ban tham mưu của Quân đoàn VII, ông một lần nữa bị ấn tượng với sự kém hiệu quả về mặt tổ chức của quân đội Phổ, và trở nên bận rộn với việc vạch ra các kế hoạch canh tân quân lực. Hai năm sau, với tư cách là thầy dạy của Thân vương Friedrich Karl của Phổ, ông đã hộ thống Thân vương tại trường Đại học Bonn và trong các chuyến công du của Friedrich Karl đến Thụy Sĩ, Ý, Pháp và Bỉ. Vào năm 1848, ông được bổ nhiệm làm tham mưu trưởng của Quân đoàn VIII tại Koblenz. Trong các biến động vào năm đó, ông phục vụ dưới quyền chỉ huy của Thái đệ Wilhelm, sau này là Quốc vương Phổ và Hoàng đế Đức, trong việc dập tắt cuộc nổi dậy tại Baden, và đã thể hiện lòng dũng cảm và sự năng động của mình. Ông được trao tặng Huân chương Đại bàng Đỏ hàng ba vì những đóng góp của ông trong chiến đấu.
Vào thời gian này, trong khi tham gia trong bộ tham mưu của Wilhelm, ông đã đệ trình lên Thái đệ các ý định canh tân quân đội của mình. Sau khi những khiếm khuyết của bộ máy tổ chức và sự thiếu hiệu quả của quân đội Phổ được bộc lộ trong cuộc tổng động viên năm 1850 (điều này đã dẫn đến Hiệp ước Olmütz – một sự sỉ nhục đối với Phổ), Roon được thăng cấp bậc Thượng tá. Năm sau (1851), ông trở thành Đại tá. Giờ đây, được sự tín nhiệm hoàn toàn của Thái đệ Wilhelm, ông bắt đầu hoạt động tích cực với tư cách là một nhà tổ chức quân đội.

## Các cải cách quân sự của Roon

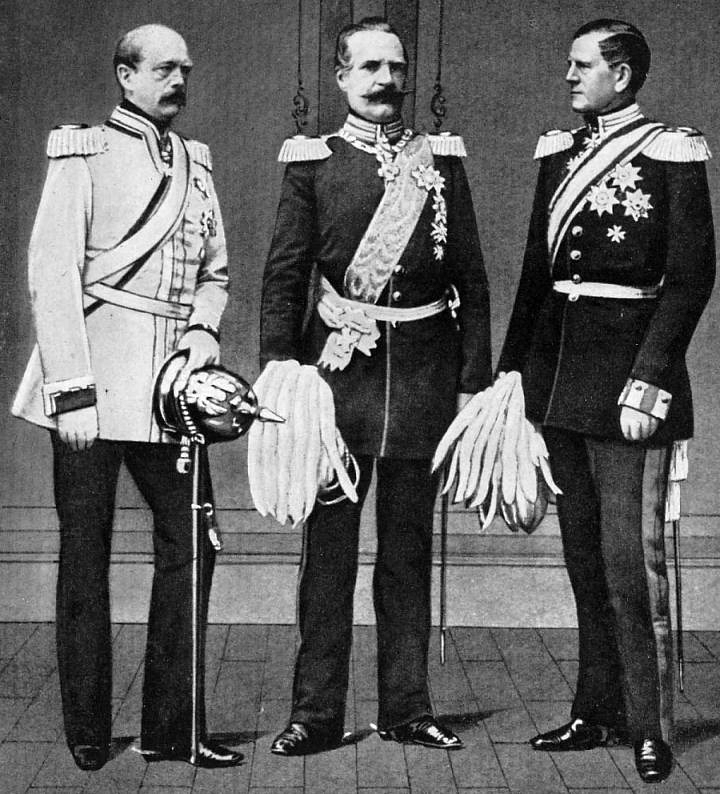
Roon (giữa), cùng với Bismarck (trái) và Moltke (phải). Ba nhà lãnh đạo của Phổ trong thập niên 1860.

Được thăng hàm Thiếu tướng vào năm 1859 và Trung tướng vào năm 1859, Roon đã giữ một vài chức vụ chỉ huy kể từ năm 1850 và được triển khai trong các sứ mệnh quan trọng. Trong cuộc Chiến tranh Áo-Pháp-Sardegna, ông được lệnh tổng động viên một sư đoàn. Cuộc tổng động viên quân đội Phổ diễn ra kém hiệu quả và rơi vào tình trạng hỗn loạn đến mức mà Wilhelm, người đã lãnh chức Nhiếp chính vương thay thế vua anh điều hành việc nước từ năm 1857, phải thành lập một hội đồng do Roon lãnh đạo, nhằm xem xét những khuyết điểm của quân đội và đề xướng cải cách. Các đường lối của ông gặp phải một số phản đối từ Bộ trưởng Bộ Chiến tranh đương nhiệm của Phổ là Eduard von Bonin, song Wilhelm – người ủng hộ nồng nhiệt các đề xuất của Roon – đã cách chức Bonin và bổ nhiệm Roon vào ghế Bộ trưởng Chiến tranh vào ngày 5 tháng 12 năm 1859. Hai năm sau, vào năm 1861, Bộ Hải quân cũng được giao cho ông đứng đầu.
Được mệnh danh là "người bảo thủ sáng suốt" có niềm tin sốt sắng vào sự chuyên môn và các cuộc cải cách để đổi mới hoàn toàn bộ mặt của quân đội. Được sự ủng hộ của tướng Edwin von Manteuffel và Tổng tham mưu trưởng mới của quân đội Phổ là Helmuth von Graf Moltke, Roon đã soạn thảo các kế hoạch để điều chỉnh cơ cấu quân sự do Scharnhorst thiết lập cho phù hợp với bối cảnh hiện thời của nước Phổ. Những kế hoạch này đã được bày tỏ ngay từ mùa hè năm 1858 qua bản thỉnh tấu do ông đệ trình lên Wilhelm. Trong bản tấu thỉnh này, trước hết ông chỉ ra rằng Phổ cần có "một quân đội hùng vĩ nhưng đồng thời không đắt giá" nếu muốn củng cố địa vị liệt cường của mình. Một phần trong các canh tân của ông là chế độ cưỡng bách tòng quân trên toàn quốc: theo đó, việc phục vụ dưới các lá quân kỳ bắt buộc phải kéo dài 3 năm, khởi đầu ở độ tuổi 20. Tiếp theo đó, những người lính được tuyển mộ sẽ phục vụ lực lượng trừ bị trong vòng 4 năm, chứ không phải là 2 năm như trước đây nữa. Và, sau khi mãn hạn trong lực lượng trừ bị, họ sẽ gia nhập lực lượng Vệ binh Quốc gia (Landwehr). Nhờ cải tổ của Roon, các trung đoàn mới của quân đội Phổ đã được thành lập. Trong năm 1862 quân số của lực lượng chính quy Phổ đã được mở rộng gấp đôi. Ngoài ra, mặc dù vai trò trong cuộc Chiến tranh Giải phóng năm 1813 của Vệ binh Quốc gia vẫn còn được ca ngợi trong một huyền thoại mang tính dân tộc chủ nghĩa, Roon tin rằng Landwehr là một đội ngũ yếu kém về quân sự lẫn chính trị: hạn chế về tính thực tiễn và thiếu sự tinh nhuệ. Vì thế, ông đã cắt giảm vai trò của lực lượng này: việc phục vụ trong đội ngũ Vệ binh Quốc gia bị giảm từ 7 năm xuống 5 năm, dưới sự giám sát chặt chẽ trong quân đội chính quy, qua đó biến Vệ binh Quốc gia theo một lực lượng trừ bị hạng hai trên chiến tuyến. Đồng thời, Roon cũng chia nước Phổ làm 8 quân khu và giao việc kiểm soát Vệ binh Quốc gia cho Bộ Tư lệnh các quân khu này.
Những đề xuất tái cấu trúc quân đội của Roon đã vấp phải sự phản kháng mãnh liệt từ phe tự do chủ nghĩa vốn chiếm đa số trong Quốc hội Phổ (Preußischer Landtag), đứng đầu là Đảng Tiến bộ, do quốc hội chủ trương đặt ngân sách quân sự dưới sự kiểm soát của nghị viện. Những người theo chủ nghĩa tự do coi các vấn đề quân đội là một minh chứng cho chế độ chuyên chế của Vương gia Phổ. Trong khi Roon cho rằng quân đội Phổ cần phải có thêm nhiều lính để bảo vệ quyền lợi của vương quốc chống lại Áo và Pháp, những người theo chủ nghĩa tự do cho rằng mục tiêu thực sự của Roon là "quân phiệt hóa" xã hội Phổ. Họ cho rằng, nếu cần thiết mở mang quân số, Vệ binh Quốc gia hoàn toàn có thể đáp ứng nhu cầu của quân đội bằng nguồn lực dồi dào của họ. Tuy nhiên, về vai trò của Landwehr, Roon đã phản bác: trong thời đại này, chiến tranh đã trở nên phức tạp và đòi hỏi lực lượng vũ trang trình độ chuyên môn cao chứ không chỉ quân số và tinh thần. Sau gần 8 năm xung đột chính trị (1859 – 1867), phần thắng cuối cùng sẽ thuộc về ông, với sự hỗ trợ đắc lực từ những thắng lợi chính trị của Thủ tướng Otto von Bismarck và những thắng lợi quân sự của Tổng tham mưu trưởng Moltke.

## Anh hùng dân tộc
Vào năm 1864, liên minh Áo-Phổ toàn thắng trong cuộc Chiến tranh Schleswig lần thứ hai với Đan Mạch năm 1864, song, thắng lợi này vẫn chưa đủ để khẳng định sự cần thiết của các biện pháp cải cách của Roon. Phải đến cuộc Chiến tranh Áo-Phổ năm 1866 thì ông mới trở nên được ủng hộ nồng nhiệt.
Khi cuộc Chiến tranh Áo-Phổ, Roon được thăng cấp Thượng tướng Bộ binh. Ông đã tham gia trong thắng lợi quyết định tại Königgrätz, dưới quyền tổng chỉ huy của Moltke. Ông được nhận Huân chương Đại bàng Đen tại Nikolsburg trên con đường tại Viên. Ảnh hưởng của Roon đối với nhà vua lớn đến mức mà Moltke hầu như bị quên lãng: khi một sĩ quan mang một chỉ thị của Moltke đến cho Sư đoàn trưởng của mình, viên Sư đoàn trưởng thắc mắc: "Có vẻ là một mệnh lệnh tốt. Nhưng Tướng von Moltke là ai cơ chứ?". Đại thắng ở Königgrätz đã cho thấy thành công của các cuộc cải cách của ông. và giờ đây, Roon từ một người bị căm ghét nhất đã trở thành người được mến mộ nhất trên đất nước của mình. Tháng 9 năm 1866, Viện Dân biểu thông qua một khoản bồi thường đầy đủ cho những chi phí nằm ngoài hiến pháp của Chính phủ suốt 4 năm qua. Năm sau, Quốc hội tuyên bố chấp thuận các cuộc cải cách quân sự. Vào ngày 20 tháng 8 năm 1866, Roon hoan hỉ viết thư báo cho nhà vua rằng cuộc xung đột giữa Vương triều với Quốc hội cuối cùng đã kết thúc.
Cơ chế quân đội của ông đã được toàn bộ Liên bang Bắc Đức áp dụng sau năm 1866. Trong các năm về sau, cơ cấu mới mẻ này cũng được mọi quốc gia khác ở lục địa châu Âu học theo.
Trong Chiến tranh Pháp-Phổ năm 1870 – 1871, Roon đã tháp tùng vua Wilhelm I đi chinh chiến. Nhờ có cuộc canh tân của Roon, người Phổ đã tổng động viên được hàng triệu binh lính khi cuộc chiến tranh này nổ ra. Cuộc chiến là một thắng lợi vang dội đối với Phổ và Roon đã có đóng góp đáng kể đến thành công này. Vào ngày 19 tháng 1 năm 1871, lễ kỷ niệm 50 ngày gia nhập quân ngũ của ông đã được tổ chức tại điện Versailles, Pháp, nơi mà Wilhelm I, người vừa lên ngôi hoàng đế Đức ngày hôm qua, bày tỏ sự biết ơn đối với những cống hiến to lớn của ông. Ông được phong làm Bá tước (Graf), ngay sau Moltke. Sau khi thôi chức Bộ trưởng Chiến tranh và Bộ trưởng Hải quân, vào tháng 1 năm 1873, kế nhiệm Bismarck làm Thủ tướng Phổ, trong khi Bismarck vẫn tiếp tục là Thủ tướng của Đế quốc Đức. Tuy nhiên, sức khỏe yếu đã khiến cho ông phải trao lại ghế Thủ tướng cho Bismarck. Roon đã được phong hàm Thống chế vào ngày 1 tháng 1 năm 1873.
Roon qua đời tại thủ đô Berlin vào ngày 23 tháng 2 năm 1879. Ông được chôn cất tại hầm mộ của gia đình Roon tại lâu đài Krobnitz, về hướng tây Görlitz.

## Kỷ niệm
Thiết giáp hạm SMS Roon của Đế quốc Đức, hoàn thành năm 1906, được đặt theo tên của nhà quân sự Albrecht von Roon.

## Lưu ý
Chú ý đến tên gọi của ông: Graf là một tước hiệu, tương đương với Bá tước, chứ không phải là một tên riêng hoặc tên lót. Trước năm 1919, tước hiệu nằm ở phía trước tên riêng. Tước hiệu cũ của những người còn sống sau năm 1919 là thành phần thuộc tên họ, do đó nằm phía sau tên thánh và không thể được dịch. Tước vị tương đương với Nữ Bá tước là Gräfin.